# Oncogene
Oncogenes são genes relacionados com o aparecimento e crescimento de tumores, malignos ou benignos, e foram descobertos a partir de estudos feitos com retrovírus. Os tumores surgem quando processos que controlam a divisão, localização e mortalidade da célula, falham. A perda do controle desses mecanismos pode estar relacionada a mutações em três categorias de genes: proto-oncogenes, genes responsáveis pela sinalização de vias que regulam o ciclo celular e que, quando mutáveis ou presentes em muitas cópias, se transformam em oncógenes; genes supressores de tumor, que normalmente evitam a desregulação do ciclo, reparam erros de divisão e controlam o processo de apoptose e que, quando mutáveis, perdem essa função; genes que codificam enzimas reparadoras de DNA, que quando mutáveis promovem instabilidade genética.
Um proto-oncogene pode se tornar um oncogene por meio de mutações, de maneira a criar uma proteína resistente à degradação ou hiperativa, ou num ponto de controle, de maneira a codificar a proteína em excesso. Além disso, os proto-oncogenes podem ser amplificados ou ficar sob influência de um novo promotor, translocado de outro locus, e assim codificarem para proteínas em excesso, contribuindo para a formação e/ou o crescimento de tumores.
O gene RAS (rat sarcoma virus), codifica para a proteína ras, espécie de proteína G, e é o mais bem estudado gene relacionado ao câncer. Possui 3 tipos: N-ras, localizado no cromossomo 1, H-ras no cromossomo 11 e K-ras no cromossomo 12. Foi descoberto que sua transformação de proto-oncogene para oncogene derivou de uma mutação pontual que levou a uma substituição de base única, resultando na troca de um aminoácido por outro, nos resíduos 12, 13 ou 61. A mutação causa problemas na atividade GTPásica ou reduz a afinidade da proteína por GTP e GDP.
CDK4 é um gene que codifica uma enzima membro da família quinase dependente de ciclina (CDK) e foi originalmente clonado das células HeLa. Possui papel importante na progressão da fase G1 do ciclo celular. É transformado em oncogene por uma mutação pontual em linhagens germinativas ou somáticas, trocando uma arginina por cisteína, ou uma amplificação da região cromossômica que contém esse proto-oncogene, em linhagens somáticas. O produto do gene mutante não é mais inibido por INK4A, de maneira a prejudicar o ciclo celular e possivelmente induzir a formação e/ou crescimento de tumores.
O proto-oncogene HER2 (human epidermal growth factor receptor 2) codifica para a proteína her2, um receptor de membrana das células da mama, que atua no controle do crescimento, divisão e reparo celular. Em 25% dos cânceres de mama, o gene se encontra amplificado, ou seja, há muitas cópias presentes, e ele passa a atuar como um oncogene, já que produz a proteína em excesso, o que por sua vez desregula o ciclo celular. 

## Proto-oncogenes e o ciclo celular

Características fundamentais para a formação de Câncer

As diferentes formas de câncer podem ter diversas causas e apresentações, mas existem características fundamentais comuns a todas elas, dentre as quais estão: manutenção da da sinalização para a proliferação celular, evasão de supressores de crescimento, resistência à morte celular, imortalidade replicativa, indução de angiogênese e ativação da invasão e metástase Quando se observa este conjunto de características, é possível ver que o câncer envolve a quebra da harmonia entre as células de um organismo.
No funcionamento normal do organismo, o fitness do organismo é priorizado em detrimento do crescimento e reprodução de células individuais. Para garantir isso, o controle do ciclo celular é essencial. Deste modo, o que ocorre no câncer envolve uma perda desse controle, permitindo então a formação dos tumores - massas celulares não diferenciadas e altamente mitóticas características do câncer.
Como foi mencionado anteriormente, câncer pode ser originado tanto por mutações em proto-oncogenes, transformando-os em oncogenes, ou por mutações em genes supressores de tumor. Isso se deve ao fato de ambos os grupos de genes estarem envolvidos no controle do ciclo celular.

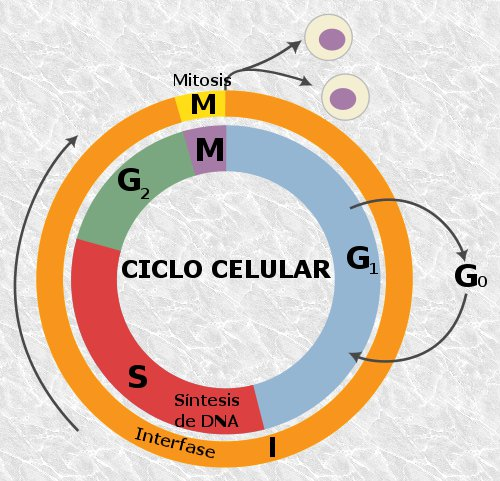
Fases do ciclo celular

O ciclo celular é dividido em fases (síntese - S -, G2, mitose, G1 e, em caso de condições desfavoráveis, G0), cada qual com seus processos característicos. Entre essas fases, ocorrem checkpoints, nos quais a célula percebe condições ambientais e intracelulares através de moléculas que irão então permitir a continuação do ciclo ou inibi-la. Essas “decisões” são tomadas principalmente através da interação das proteínas supressoras de tumores e das reguladoras do ciclo celular (produzidas pelos proto-oncogenes) com as vias de regulação do ciclo celular.
As proteínas codificadas pelos proto-oncogenes normalmente estão envolvidas na transdução e execução de sinais mitógenos, ou seja, eles respondem à sinalização de condições favoráveis à replicação e regulam positivamente vias metabólicas que estimulam a continuação do ciclo celular. Mutações que geram oncogenes podem causar sua superexpressão ou hiperatividade das proteínas reguladoras do ciclo. No caso de super expressão, o excesso de proteínas irá acelerar o ciclo celular a velocidades mais altas do que o indicado pela sinalização, gerando uma proliferação celular mais alta do que o que seria necessário e benéfico para o organismo. Já na hiperatividade, a proteína pode se manter ativa mesmo quando não há sinalização para sua ação, ou até quando ela deveria ser inibida, novamente promovendo aceleração do ciclo celular característica de tumores.
Um exemplo de proto-oncogene citado anteriormente é o do gene Ras. Esse gene produz uma proteína que interage com moléculas ligadas aos receptores celulares de fatores de crescimento. Quando os receptores são ativados, as moléculas associadas a eles ligam uma guanina à proteína, que então deixa de estar associada ao GDP, estando livre para e associar ao GTP (abundante no citoplasma), passando então, após à associação, para o estado ativo. Uma vez ativada, a proteína desencadeia uma casacata metabólica que culmina na produção de quinases necessárias para a continuação do ciclo celular. Quando esse gene sofre uma mutação que o transforma em um oncogene, ela perde a atividade GTPásica, que seria responsável por inativar a proteína, que passa a ser então hiperativa e funciona independentemente da sinalização ambiental.
Os genes supressores de tumores, por sua vez, normalmente atuam como inibidores da proliferação celular e podem também promover apoptose. As proteínas expressas por esses genes que promovem apoptose detectam danos no DNA celular e, quando não são capazes de promover sua reparação, iniciam o processo de morte celular. Já as que inibem a proliferação celular costumam ser ativadas por sinalização de estresse e atuam reprimindo a expressão de proteínas necessárias para a continuação do ciclo celular. A formação de câncer neste caso está então relacionada à inativação desses genes, situação na qual o ciclo celular seria mantido mesmo na presença de danos celulares e sinalizadores externos para interrupção do ciclo celular.
Um exemplo desse funcionamento é o do gene Rb. A proteína produzida por ele (pRb) inibe proteínas EF2, as quais são necessárias para a progressão do ciclo celular da fase G1 para a fase S. A ação da pRb regulada pelo complexo CdK4, o qual atua fosforilando a pRb, o que acarreta em sua inativação. Esse complexo, por sua vez, tem sua formação impedida na presença da proteína p16, a qual se forma em situações de estresse celular. Assim, em situações desfavoráveis, a formação de p16 impede a formação do complexo CdK4, o que elimina uma via inibitória da pRb, a qual, uma vez produzida, impede a continuação do ciclo celular. Por isso, a inativação ou eliminação de qualquer passo dessa via metabólica poderia ser capaz de promover a formação de um câncer.
Recapitulando então, tanto mutações nos proto-oncogenes quanto nos genes supressores de tumor podem estar relacionadas à formação de células tumorais, porém no caso dos proto-oncogenes, as mutações estão relacionadas à maior expressão e atividade das proteínas codificadas e nos supressores de tumor ocorre a situação oposta. Isso se deve à atuação estimuladora do ciclo que se tem na primeira classe de genes e à repressora que ocorre na segunda.

Padrões de dominância de genes supressores de tumor mutados e oncogenes

Por causa disso, podemos entender os padrões de recessividade e dominância que ocorrem nesses genes. Os oncogenes se comportam como dominantes, uma vez que uma única cópia do gene mutado (superexpresso ou hiperativo) já é capaz de acelerar o ciclo celular. Enquanto isso, supressores de tumor são recessivos, pois mesmo que uma cópia esteja inativa por mutação, a outra será capaz de produzir as proteínas necessárias para a interrupção do ciclo celular, sendo então necessária a presença de duas cópias mutadas para se obter comportamentos de células tumorais.
É importante ressaltar também que uma única mutação nesses genes pode acelerar o ciclo celular, mas ainda não será responsável pela formação de uma célula tumoral propriamente dita, a qual só se formará com o acúmulo de mutações ao longo do tempo. Isso se deve ao fato de existirem diversas vias de controle sobre o ciclo de celular, característica essa que provavelmente foi favorecida pela evolução de modo a evitar a formação de tumores.

## Surgimento e ativação

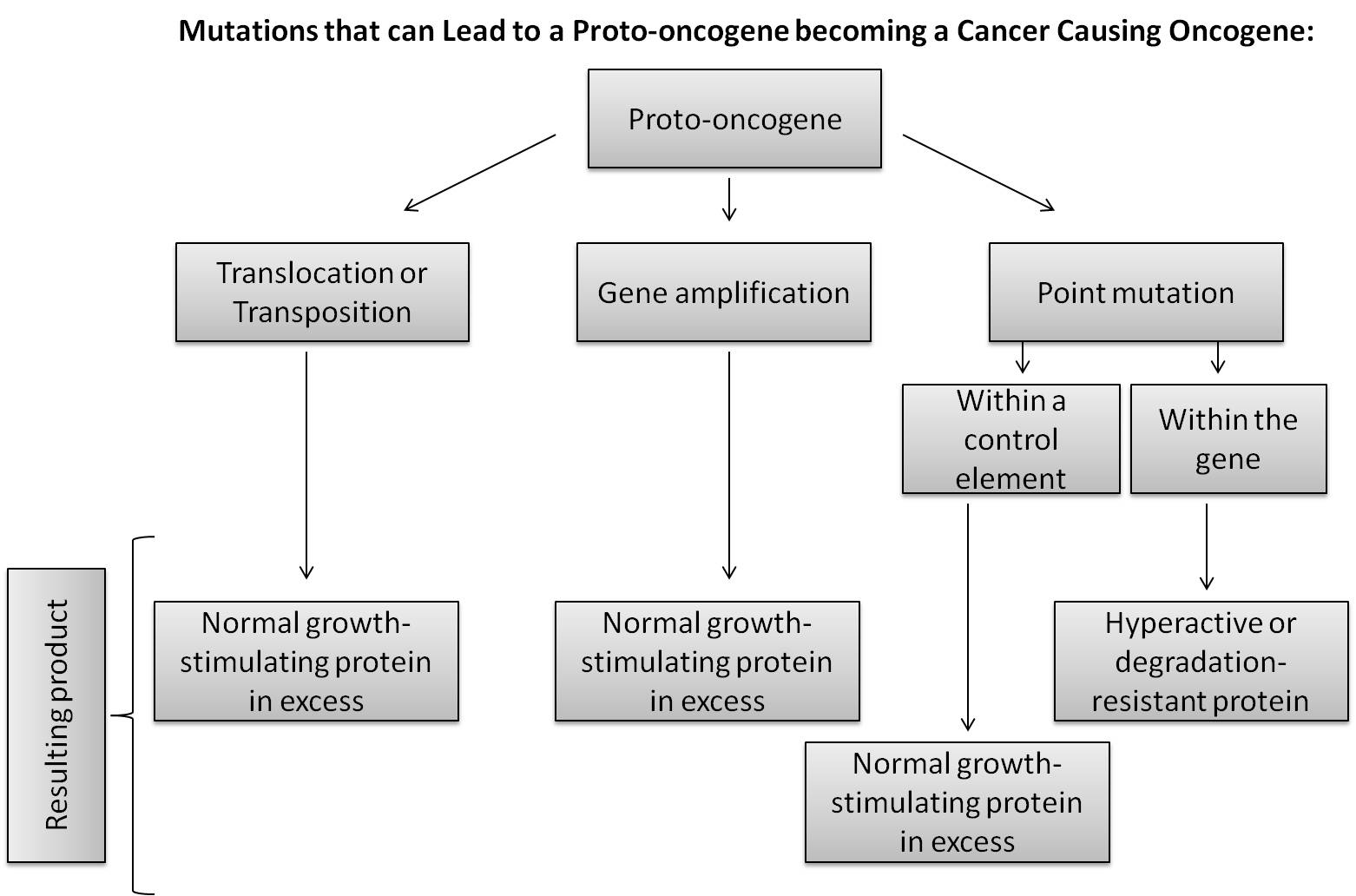
Mecanismos de conversão de proto-oncogenes em oncogenes

Existem diversas alterações moleculares que levam à alteração do nível de expressão ou atividade de um proto-oncogene, transformado-o em um oncogene, ou seja, ativando-o, resultando na elevação da taxa de proliferação e sobrevivência de células nas quais essa ativação ocorreu.
- Mutações e indels:

Mutações pontuais, deleções e inserções podem levar à produção de um produto hiperativo. Um exemplo é a família de oncogenes RAS: quando os códons 12, 13 ou 61 são mutados, o produto codificado por esses genes é uma proteína que permanece sempre ativa, resultando em um sinal contínuo de proliferação celular. Além disso, esse tipo de mutação pode causar uma alteração em um região promotora, levando ao aumento da expressão de um proto-oncogene. Um exemplo é o do gene TERT, que codifica uma telomerase. Mutações na região promotora desse gene resultam no aumento de sua expressão, e estão relacionadas à casos de melanoma.
- Amplificação gênica:

Nesse caso, há um aumento no número de cópias de um proto-oncogene no genoma de uma célula, resultando em maiores níveis de expressão desse gene, e aumentando a capacidade proliferativa dessa célula. Amplificação de erb B, um fator de proliferação da epiderme, é detectado em até 50% dos glioblastomas e entre 10% e 20% dos carcinomas escamosos do pescoço e cabeça. Já a amplificação do gene N-myc foi correlacionada à estágios avançados de neuroblastomas.
- Rearranjos cromossômicos:

A maioria dos rearranjos são translocações, mas inversões também ocorrem, ainda que em um menor número dos casos relatados. Rearranjos cromossômicos levam ao desenvolvimento do câncer por dois mecanismos. O primeiro é a ativação transcricional, no qual rearranjos resultam em oncogenes sendo controlados por elementos regulatórios de genes diferentes, causando alteração em sua expressão. Um exemplo é a uma translocação t(8;14)(q24;q32) do gene c-myc, envolvido na regulação da proliferação celular. Essa translocação coloca o c-myc sob a regulação de elementos regulatórios da cadeia pesada de imunoglobulina. Cerca de 85% dos Linfomas de Burkitt são causados por essa translocação.
Outro mecanismo pelo qual rearranjos causam câncer são fusões gênicas, que resultam em um produto que tem uma parte codificada por um gene, e outra parte codificada por um segundo gene. Um exemplo é o Cromossomo Filadélfia, relacionado a diversos tipos de leucemia. É observada, nesse caso, uma translocação que troca uma parte final do cromossomo 9, onde se localiza o gene ABL1, pelo final do 22, onde se localiza o gene BCR. A fusão desses genes resulta na alta atividade de um grupo de proteínas envolvidas na regulação e estimulação da proliferação celular.

## Influência ambiental
Como pode-se ver, existe um forte componente genético necessário para o desenvolvimento de câncer, mas evidências empíricas como a maior ocorrência de determinados tipos de câncer em diferentes países apontam também para a presença de um fator ambiental nessa doença. Os agentes que podem causar câncer são chamados de carcinógenos o mecanismo pelo qual eles agem é, na maioria dos casos, gerando danos de DNA – alterações da dupla fita que podem comprometer o metabolismo do DNA, contribuindo para o surgimento de mutações.

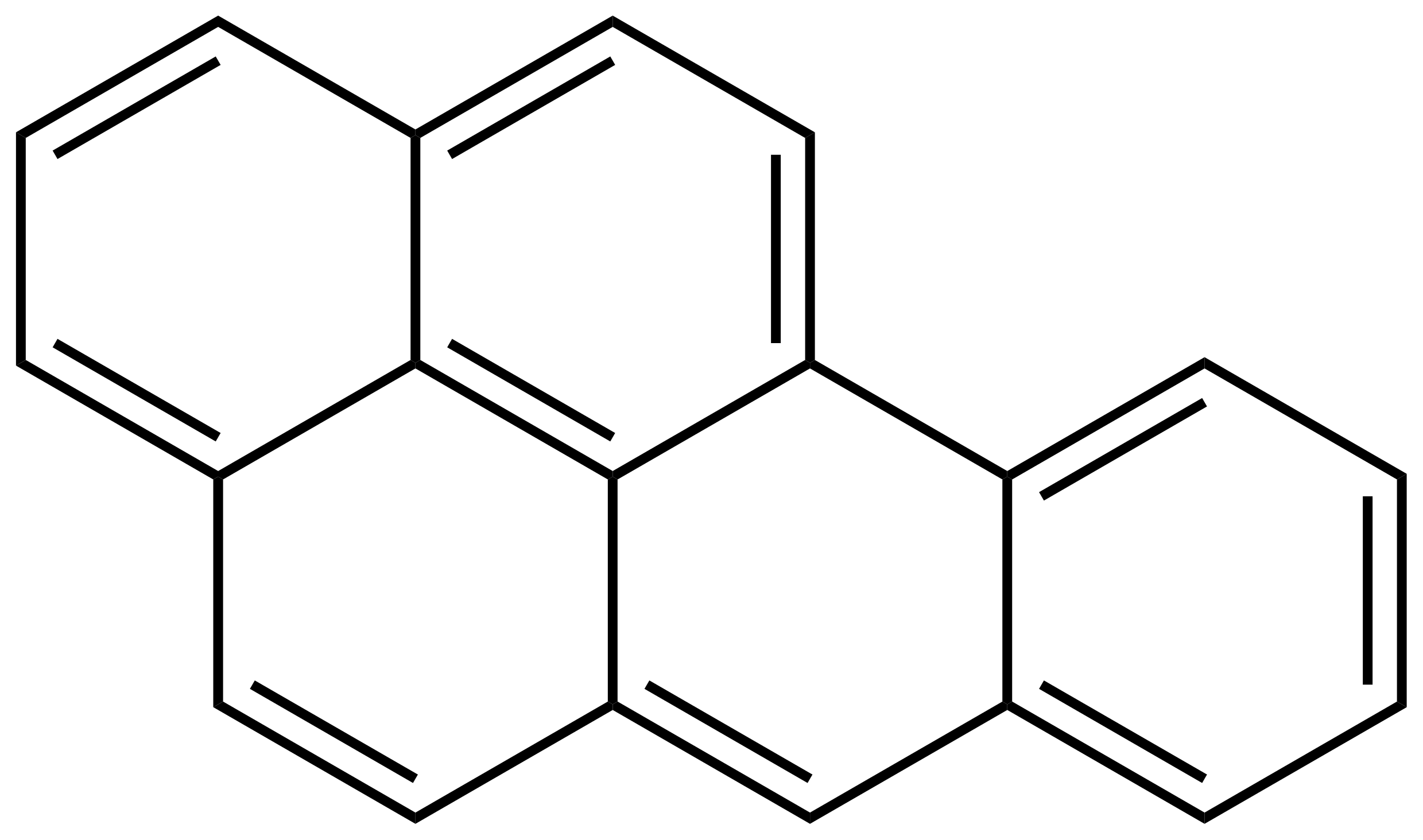
Estrutura da molécula de benzo(a)pireno

Os carcinógenos podem apresentar natureza química e o efeito que têm sobre o DNA costuma ser de mudanças locais na sequência de nucleotídeos. Apesar disso, em sua grande maioria eles não atuam diretamente sobre o DNA, se tornando danosos à célula apenas após terem sido modificados por reações catalisadas pela P-450 citocromo oxidase. Após essa reação, os compostos se tornam altamente reativos e mutagênicos. Um exemplo desse tipo de carcinógeno é o benzo(a)pireno, presente na fumaça do tabaco
Outro fator ambiental importante relacionado ao surgimento de câncer é a radiação solar. Os comprimentos de onda ultravioletas causam vibração da molécula de DNA, uma vez que esta ressoa com a frequência desse comprimento. Essa vibração pode acarretar a formação de dímeros de pirimidina, que atrapalham o funcionamento da polimerase na replicação, podendo causar a inserção de uma base errada. A vibração também pode ser responsável por efeitos mais dramáticos como translocações e quebras cromossômicas. Mas em todos os casos relatados, o que se observa é uma perturbação do código genético ou de sua organização.
Estes agentes mutagênicos são chamados de iniciadores de tumores e recebem esse nome porque uma exposição única a um agente mutagênico normalmente não é suficiente para a formação de um câncer. Isso se deve à natureza multigênica da doença, determinada, por sua vez, pelo grande número de vias envolvidas no controle celular. Desta forma, uma exposição a um carcinógeno mutagênico provavelmente gera mutações na célula, possivelmente relacionadas à aceleração do ciclo celular, mas o câncer só irá se formar com o acúmulo de mutações ao longo do tempo ou resultante de mais exposições a agentes mutagênicos.
Os agentes não mutagênicos que contribuem para a formação do câncer, por sua vez, recebem o nome de agentes promotores de tumores. Estes compostos não causam alterações na célula, mas aumentam a velocidade do ciclo celular e reduzem a diferenciação (mantêm a pluripotência e, portanto, a capacidade mitótica) através da indução da inflamação no local. Com isso, podemos ver que a exposição a promotores, apenas, não seria o suficiente para o desenvolvimento de câncer, já que não houve modificação na célula para desregular seu ciclo, apenas promoção de expressão de fatores de crescimento no meio.

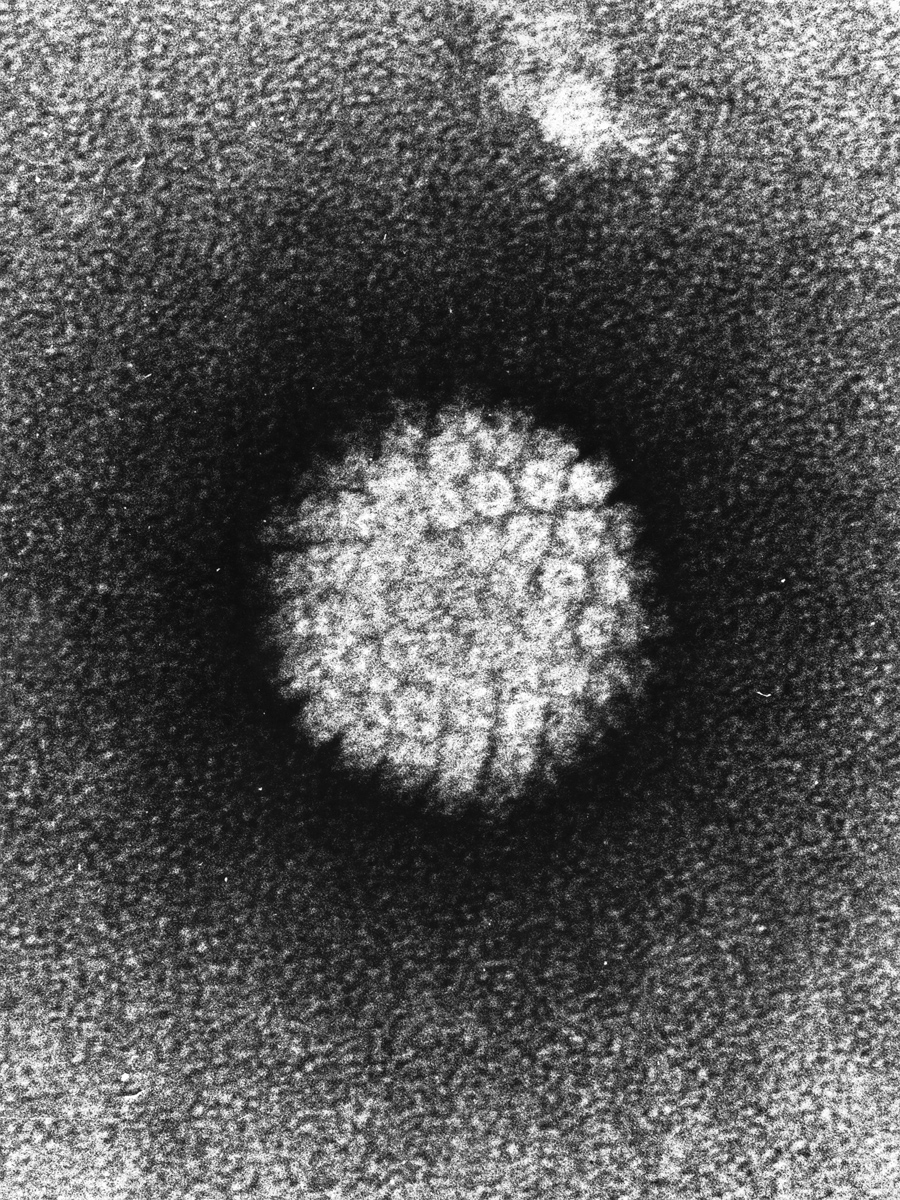
Imagem de microscopia eletrônica do vírus HPV

Além dos fatores mencionados acima, é importante destacar também que há vírus capazes de induzir a formação de câncer em seu hospedeiro, sendo que cerca de 15% dos cânceres têm como causa a infecção por esses oncovírus. As maneiras de atuação dos oncovírus na promoção da formação de tumores são variadas, mas padrões encontrados em diversas linhagens de vírus são a presença no genoma deles de genes que expressam proteínas que subvertem o controle celular da célula hospedeira, causando sua proliferação descontrolada, ou expressam agentes promotores de tumores. Em casos como no segundo exemplo, a presença do vírus sozinha não seria capaz de gerar câncer no hospedeiro, sendo necessária a interação com mais fatores ambientais e intracelulares para que isso ocorra. Para o vírus, a formação de tumores pode ser vantajosa, pois uma célula que se mantém em divisão celular será ideal para sua replicação e, além disso, a capacidade de evasão do sistema imune apresentada por células tumorais confere aos vírus proteção. Um dos principais exemplos de oncovírus é o vírus HPV.

## Proto-oncogenes conhecidos
| Gene       | Tipo de câncer causado |
| ---------- | --- |
| ABL        | leucemia mieloide crônica |
| AKT1       | câncer de mama, próstata, pele, tireóide, colorretal                                                                             |
| AKT2       | câncer de pâncreas, glioma, mama                                                                                                 |
| BCL2/BCL3  | leucemia linfocítica crônica |
| BCR        | leucemia mieloide crônica e leucemia linfoblástica aguda                                                                         |
| CBL        | glioma, leucemia mielomonocítica juvenil                                                                                         |
| CDK4       | câncer de tireóide, melanoma cutâneo maligno 3                                                                                   |
| CRK        | câncer de mama e de pulmão |
| CSF1R/Fms  | câncer de tireóide, leucemia mieloide aguda                                                                                      |
| EGFR/ErbB1 | câncer de pulmão |
| EPH        | câncer de próstata, tireóide, colorretal                                                                                         |
| ERC1       | câncer de testículo, carcinoma papilífero                                                                                        |
| ERG        | sarcoma de Ewing |
| ETS1/ETS2  | câncer de mama, cervical, colorretal, de endométrio, de esôfago, de estômago, hepatocelular, de pulmão, ovário, próstata e pele. |
| FES        | leucemia mieloide aguda |
| FLI1/ERGB2 | sarcoma de Ewing |
| FOS        | câncer de mama |
| FRA1/FRA2  | câncer de mama e colorretal |
| FYN        | câncer de mama e de próstata |
| HER2       | câncer de estômago, de ovário, de mama, glioma, de pulmão                                                                        |
| HER3       | câncer de mama |
| HSTF1/HST2 | câncer de estômago, colorretal, carcinoma hepatocelular                                                                          |
| JUN        | câncer de pulmão, mama e ovário                                                                                                  |
| KIT        | leucemia mieloide aguda, câncer de testículo                                                                                     |
| LCK        | leucemia |
| LYN        | leucemia mieloide aguda e crônica                                                                                                |
| MAS1       | melanoma |
| MAX        | feocromocitoma |
| MCF2       | neuroblastoma, linfoma e câncer de testículo                                                                                     |
| MET        | câncer de pulmão, carcinoma hepatocelular, câncer de rim                                                                         |
| Mil        | leucemia |
| MOS        | câncer de pulmão, de mama, de estômago e de glândula salivar                                                                     |
| MYB        | câncer de mama |
| MYC        | leucemia linfocítica crônica e linfoma                                                                                           |
| PDGFB/Sis  | dermatofibrosarcoma protuberans                                                                                                  |
| PIM1       | câncer de próstata |
| RAF1       | câncer de ovário, de pulmão e colorretal                                                                                         |
| RAS        | inúmeros tipos de câncer |
| REL        | câncer de tireóide, de cabeça e pescoço, de ovário, de pele, de pulmão, de estômago, colorretal                                  |
| RET        | paraganglioma, câncer de pulmão, carcinoma papilífero, carcinoma medular de tireóide                                             |
| ROS1       | câncer de pulmão e glioblastoma                                                                                                  |
| SKI        | câncer colorretal, de fígado, de pâncreas, de estômago, de pulmão, de ovário, melanoma, glioma                                   |
| SRC        | câncer colorretal, câncer cervical, de pulmão, de pâncreas, de estômago                                                          |
| THR/ErbA   | câncer de testículo, de tireóide, de rim, glioma, colorretal                                                                     |
| TIAM1      | câncer de tireóide, de cabeça e pescoço, de mama, de estômago, de testículo, de pâncreas, de próstata, colorretal                |
| TRK        | câncer de fígado, de próstata, de mama, de estômago, de testículo                                                                |
| VAV1       | linfoma |
| WNT3       | câncer de testículo |
| YES1       | câncer de cabeça e pescoço, de mama, de próstata, de tireóide, de fígado, colorretal                                             |